# 黃文炳 (嘉靖進士)
黃文炳（1493年—？），字以約，福建興化府莆田縣人，民籍，明朝政治人物。

## 生平
嘉靖四年（1525年）乙酉科福建鄉試第八名舉人。嘉靖十四年（1535年）中式乙未科會試第一百六十四名，登第三甲第一百六十七名進士。歷官江西按察司佥事。

## 家族
曾祖黃弘珍；祖父黃宗信；父黃敬甫，母張氏。重庆下。從兄黄懋恩（知縣）。